# ČZ ZKM 452
Das ZKM 452 (auch: CZ 452 oder BRNO mod. 2) ist ein Kleinkalibergewehr des tschechischen Waffenherstellers ČZ in Uherský Brod. Die Waffe gibt es in den Kalibern .22 lfB, .22 WMR und .17 HMR.

## Modellgeschichte
Die Büchse wurde von 1956 bis 2011 nahezu unverändert gefertigt und vom Modell 455 abgelöst. Für Linkshänder werden weiterhin zwei verschiedene Ausführungen des Modells 452-2E gefertigt.